# وهيتلسفرد (كامبريدجشير)
وهيتلسفرد (بالإنجليزية: Whittlesford)‏ هي قرية و أبرشية مدنية تقع في المملكة المتحدة في إنجلترا. يقدر عدد سكانها بـ 1,568 نسمة .